# Армейский призыв в Израиле

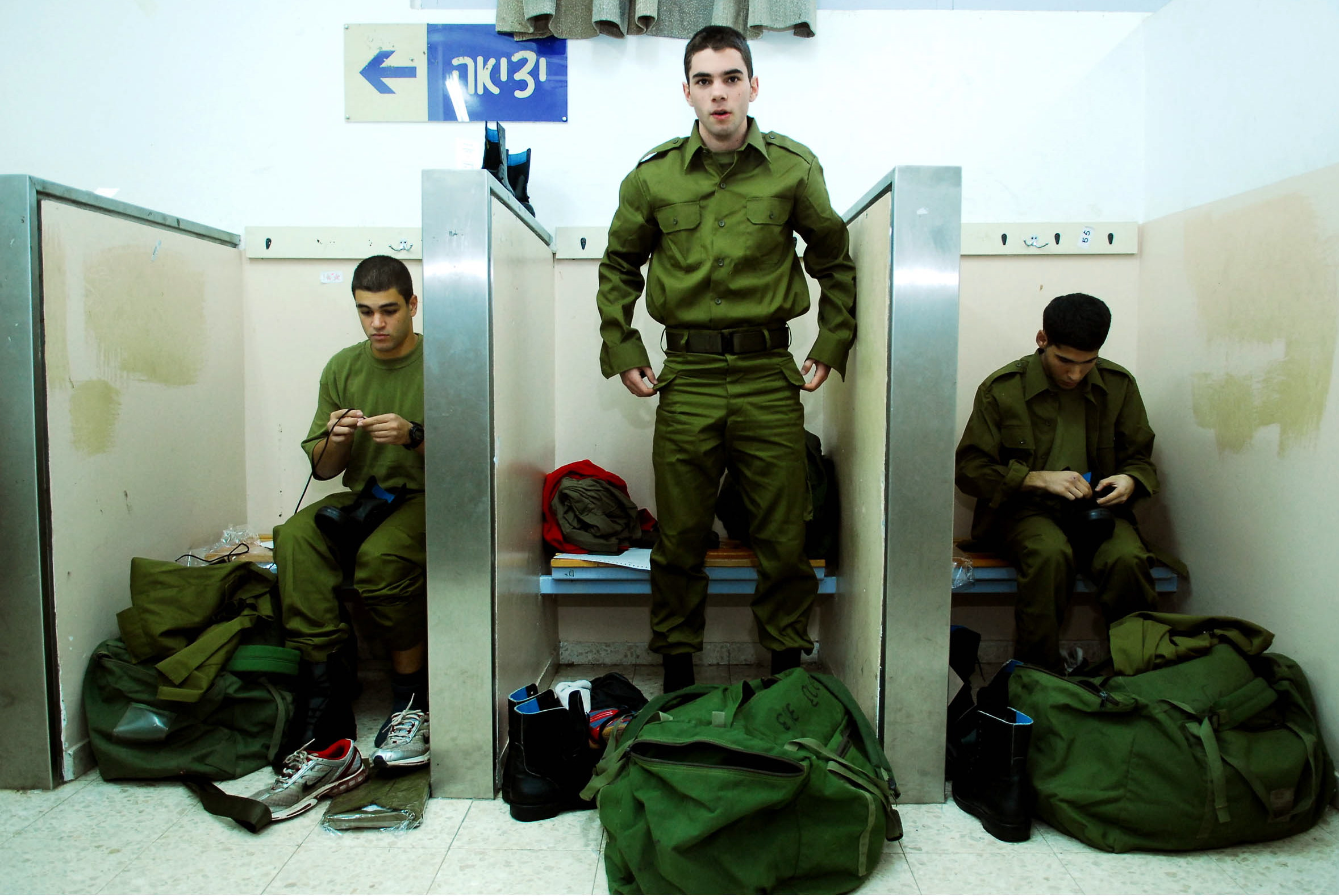
Израильские новобранцы впервые примеряют форму

Армейский призыв в Израиле (ивр. גיוס לצה"ל‎) — это процесс обязательного призыва молодых людей в ряды вооруженных сил в Израиле, которые были признаны подходящими для армейской службы. Процесс призыва в армию начинается по достижении 16 лет и заканчивается в день призыва, то есть в день начала службы в Армии обороны Израиля.
В Израиле существует обязательный призыв для всех граждан Израиля старше 18 лет, которые являются евреями (обоих полов) или друзами и черкесами (только мужчины). Арабские граждане Израиля в обязательном порядке не призываются, но могут добровольно записываться в ряды вооруженных сил (хотя это и не требуется по закону). Другие исключения делаются по религиозным, физическим или психологическим причинам. По состоянию на 2022 год нормальная продолжительность обязательной армейской службы составляет два года и шесть месяцев для мужчин (за исключением некоторых должностей, требующих дополнительных четырех месяцев службы) и два года для женщин (за исключением некоторых должностей, требующих дополнительных восьми месяцев службы).

## История
В 1949 году, после создания Государства Израиль, «Закон о воинской службе» предусматривал, что ЦАХАЛ уполномочен завербовать в армию любое гражданское лицо, которое должно было бы явиться на службу в соответствии с решением армии. Согласно этому закону, срок службы составлял 24 месяца для мужчин и 12 месяцев для женщин.  В 1952 году в закон была внесена поправка, увеличившая срок службы на шесть месяцев. А 10 января 1968 года количество месяцев обязательной службы было увеличено дополнительным приказом еще на шесть месяцев, так что оно составило три года для мужчин и два года для женщин. После утверждения рекомендаций комиссии Шакеда для призывников с 1 июля 2015 года продолжительность службы для мужчин была сокращена на четыре месяца до 32 месяцев. С 1 июля 2020 года продолжительность службы для мужчин в очередной раз сокращена и составляет 30 месяцев. Обязанность призыва в армию распространяется на каждого гражданина или постоянного жителя, достигшего 18-летнего возраста, за исключением тех, кто был освобожден по решению армии по различным причинам, главным образом из-за медицинских или психических проблем, криминального прошлого и тому подобного. Многие солдаты, прошедшие обязательную службу, также должны находиться в резерве в соответствии с потребностями армии.